# نیکولای لیتوس
نیکولای لیتوس (انگلیسی: Nikolai Litus; ۱۵ ژانویهٔ ۱۹۲۵ – ۲۱ فوریهٔ ۲۰۲۲) کارگردان فیلم، و بازیگر اهل اتحاد جماهیر شوروی سوسیالیستی بود.